# 山泉镇 (成都市)
山泉镇，是中华人民共和国四川省成都市龍泉驛區下辖的一个乡镇级行政单位。2019年12月，撤销茶店镇、万兴乡，将原茶店镇和原万兴乡所属行政区域划归山泉镇管辖，山泉镇人民政府驻东街社区中街99号。

## 行政区划
山泉镇下辖以下地区：
东街社区、花果村、大佛村、桃源村、美满村、联合村和红花村。